# Родриго Диас де Вивар-и-Мендоса
Родриго Диас де Вивар-и-Мендоса, 1-й граф Сид и 1-й маркиз Сенете (исп. Rodrigo Díaz de Vivar y Mendoza; 1466, Мансанарес-эль-Реаль, Мадрид или Гвадалахара, Кастилия-Ла-Манча — 22 февраля 1523, Валенсия) — испанский дворянин из дома Мендосы. Сын влиятельного кардинала Педро Гонсалеса де Мендосы и впоследствии стал 1-м графом Сидом и 1-м маркизом Сенете. Этот титул он носил с 1491 года до своей смерти.

## Биография
Родился в 1466 году в Гвадалахаре. Старший сын кардинала Испании Педро Гонсалеса де Мендосы (1428—1495), и Менсии де Лемос, дочери 1-го сеньора де Трофа. Его младшим братом был военный Диего Уртадо де Мендоса-и-Лемос, 1-й граф Мелито (1468—1536). Оба брата участвовали в подавлении восстания ремесленных гильдий в Валенсии (1519—1523).
Участвовал в Гранадской войне под командованием своего дяди Иньиго Лопеса де Мендосы и Киньонеса, 2-го графа Тендильи (1440—1515). Тайно обвенчавшись с Леонор де ла Серда в 1492 году, они жили в его замке в Хадраке. При живом и буйном гении он прожил беспокойную и бурную жизнь, при культурном и утонченном воспитании и, как все Мендосы, имел большую библиотеку.
Овдовев в 1497 году, он провел время в Италии, где познакомился с архитектурой эпохи Возрождения.
По возвращении в Испанию он снова женился на Марии де Фонсека-и-Толедо, нарушив прямой запрет королевы Изабеллы, за что был заключен в тюрьму до самой смерти королевы. Его старшая дочь, Менсия де Мендоса, была женщиной высокой культуры и чувствительности.
Он построил для нее прекрасный замок Ла-Калаорра в Гранаде, работа Лоренцо Васкеса. В Калаорре мавританские мастера из Сарагосы — Ибрайм Монферрис и Магома де Бреа, также нанятые в первый момент строительства, чтобы возглавить строительство внутреннего дворика, комнат и остальных дворцовых построек в стиле мудехар, позже работа не выполнена. Присутствие маркиза Сенете в Италии заставляет генуэзца Микеле Карлоне и других художников приезжать в Ла-Калаорру, которые, наконец, позаботятся о внутреннем дворике, лестнице и некоторых покрытиях, придавая стиль нового Возрождения. Вскоре он уехал из дворца в свои владения Айора в (Валенсия), из-за стычек с его дядей, графом Тендильей, поскольку Родриго был сторонником Фелипе эль Эрмосо и Фернандо эль Католико.
Он окончательно переехал в Валенсию, когда его брат был назван вице-королем (наместником). Он участвовал в политическом и военном отношении против восстания ремесленных гильдий, демонстрируя большие дипломатические способности, которые позволили ему продолжить работу в Валенсии после первоначального поражения его брата. Он был убит в конце конфликта во время спора по невыясненным причинам в Валенсии, где был похоронен в монастыре Санто-Доминго.

## Браки дети
Он женился на Леонор де ла Серда де Арагон-и-Наварра (1472—1497), дочери Луиса де ла Серды, 5-го графа Мединасели (ок. 1442—1501), и Анны де Наварра и Арагон (1451—1477), внебрачной дочери принца Карла Вианского (1421—1461) в 1493 году, с которой у него родился один сын:
- Луис (ок. 1496—1497), умер в младенчестве.

От второго брака Родриго с Марией де Фонсека-и-Толедо родились трое дочерей:
- Менсия де Мендоса-и-Фонсека (1508—1554), 2-я маркиза Сенете, замужем за Генрихом III, графом Нассау-Дилленбургским (1483—1538), а во-вторых, за Фердинандом Арагонским, герцогом Калабрийским (1488—1550).
- Мария де Мендоса-и-Фонсека, 3-я маркиза Сенете, вышла замуж за Диего Уртадо де Мендоса-и-Арагона, 14-го графа де Салданья.
- Каталина де Мендоса-и-Фонсека, замужем за Хуаном Санчо де Товар-и-Веласко, 1-м маркизом Берланга.